# Ewald Wiederin
Ewald Wiederin (* 19. Februar 1961 in Satteins) ist ein österreichischer Rechtswissenschaftler und Universitätsprofessor. Wiederin ist Professor für Staats- und Verwaltungsrecht an der Universität Wien.

## Ausbildung
Ewald Wiederin wurde 1961 in der Gemeinde Satteins im Vorarlberger Walgau geboren. Dort besuchte er von 1967 bis 1971 auch die Volksschule, ehe er ans Privatgymnasium Stella Matutina im benachbarten Feldkirch wechselte, wo er 1979 maturierte. In der Folge nahm Wiederin 1979 das Studium der Rechtswissenschaften an der Rechtswissenschaftlichen Fakultät der Universität Wien auf. Dieses schloss er 1983 mit der Promotion zum Doktor der Rechtswissenschaften (Dr. iur.) ab. Anschließend leistete er den Präsenzdienst beim österreichischen Bundesheer ab.

## Beruflicher Werdegang
Direkt im Anschluss an den Präsenzdienst wurde Ewald Wiederin 1984 an der Universität Wien als Universitätsassistent am Institut für Staats- und Verwaltungsrecht tätig. 1995 erlangte er an dieser Universität die Lehrbefugnis (Venia legendi) für die Fächer Verfassungsrecht, Verwaltungsrecht und öffentlich-rechtliche Rechtsvergleichung mit seiner Habilitationsschrift zum Thema Bundesrecht und Landesrecht – Zugleich ein Beitrag zu Strukturproblemen der bundesstaatlichen Kompetenzverteilung in Österreich und Deutschland. In weiterer Folge arbeitete Wiederin in den Jahren 1995 und 1996 als Referent beim Verfassungsdienst des Bundeskanzleramts, ehe er ab dem Jahr 1997 als außerordentlicher Universitätsprofessor am Institut für Staats- und Verwaltungsrecht der Universität Wien tätig war.
Im Jahr 2000 folgte Ewald Wiederin einem Ruf auf eine ordentliche Professur für Allgemeine Staatslehre, Verwaltungslehre, Verfassungs- und Verwaltungsrecht an die Universität Salzburg, an der er insgesamt neun Jahre lang lehrend und forschend tätig war. Während dieser Zeit war er in den Jahren 2003 bis 2005 auch Mitglied des Österreich-Konvents. Daran anschließend arbeitete er 2007 und 2008 auch in der Expertengruppe Staats- und Verwaltungsreform mit. 2009 folgte er einem Ruf zurück an seine Alma Mater, die Universität Wien, als er eine Professur am Institut für Staats- und Verwaltungsrecht angeboten bekam.
Im Jahr 2013 wählte ihn die Österreichische Akademie der Wissenschaften zum korrespondierenden, 2015 zum wirklichen Mitglied. Von 2020 bis 2021 war er Vorsitzender der Vereinigung der Deutschen Staatsrechtslehrer. Er ist Mitglied der Vereinigung für Verfassungsgeschichte. Für die Funktionsperiode 2023 bis 2028 wurde er Mitglied des Universitätsrates der Universität Salzburg.
Wiederin ist zudem ad-hoc-Richter am Europäischen Gerichtshof für Menschenrechte.

## Veröffentlichungen (Auswahl)
- gemeinsam mit Pascale Monika Cancik, Andreas Kley, Helmuth Schulze-Fielitz, Christian Waldhoff (Hrsg.): Streitsache Staat. Die Vereinigung der Deutschen Staatsrechtslehrer 1922–2022, Mohr Siebeck, Tübingen 2022, ISBN 978-3-16-160988-6.
- Vergessene Wurzeln der konzentrierten Normenkontrolle in Österreich, Verlag Österreich, Wien 2021, ISBN 978-3-7046-8713-5.
- gemeinsam mit Claudia Fuchs, Franz Merli, Magdalena Pöschl, Richard Sturn und Andreas W. Wimmer (Hrsg.): Staatliche Aufgaben, private Akteure. Band 3: Neuvermessung einer Grenze, Manz, Wien 2019, ISBN 978-3-214-00963-2.
- gemeinsam mit Franz Merli, Magdalena Pöschl (Hrsg.): 150 Jahre Staatsgrundgesetz über die allgemeinen Rechte der Staatsbürger, Wien 2018, ISBN 978-3-214-07530-9.
- gemeinsam mit Claudia Fuchs, Franz Merli, Magdalena Pöschl, Richard Sturn und Andreas W. Wimmer (Hrsg.): Staatliche Aufgaben, private Akteure. Band 2: Konzepte zur Ordnung der Vielfalt, Manz, Wien 2017, ISBN 978-3-214-00966-3.
- gemeinsam mit Claudia Fuchs, Franz Merli, Magdalena Pöschl, Richard Sturn und Andreas W. Wimmer (Hrsg.): Staatliche Aufgaben, private Akteure. Band 1: Erscheinungsformen und Effekte, Manz, Wien 2015, ISBN 978-3-214-00982-3.
- Die Zukunft des Verwaltungsstrafrechts. Sanktionen – Rechtsschutz – europäische Zusammenarbeit, Verhandlungen des Sechzehnten Österreichischen Juristentages Graz 2006. Bd. III/1, Manz, Wien 2006, ISBN 978-3-214-10956-1.
- gemeinsam mit Magdalena Pöschl (Hrsg.): Demokratie und Europäische Menschenrechtskonvention. Manz, Wien 2020, ISBN 978-3-214-08342-7.
- gemeinsam mit Christoph Lanner: Verwaltungsverfahrensrecht, 9. Aufl., Verlag Österreich, Wien 2008 (zuerst 1997), ISBN 978-3-7046-5088-7.
- Migranten und Grundrechte. Ein Überblick, Neue Wissenschaftlicher Verlag, Wien, Graz 2003, ISBN 3-7083-0178-1.
- Privatsphäre und Überwachungsstaat. Sicherheitspolizeiliche und nachrichtendienstliche Datenermittlungen im Lichte des Art 8 EMRK und der Art 9–10a StGG, Manz, Wien 2003, ISBN 3-214-10586-8.
- Einführung in das Sicherheitspolizeirecht, Springer, Wien, New York 1998, ISBN 3-211-83039-1.
- Bundesrecht und Landesrecht. Zugleich ein Beitrag zu Strukturproblemen der bundesstaatlichen Kompetenzverteilung in Österreich und Deutschland, Springer, Wien 1995, ISBN 3-211-82747-1.
- Aufenthaltsbeendende Maßnahmen im Fremdenpolizeirecht. Eine rechtsdogmatische Untersuchung zur Zurückschiebung, Ausweisung und Abschiebung nach dem Fremdengesetz 1992, Service, Wien 1993, ISBN 3-85428-247-8.